# Хејтор Канали
Хејтор Канали (3. март 1910. — 21. јул 1990) бивши је бразилски фудбалер који је играо за пет клубова између 1927. и 1941. године. Играо је и за репрезентацију Бразила.